# 云南风车子
云南风车子（学名：Combretum yunnanense）为使君子科风车子属的植物。其种加词“yunnanense”意为“云南的”。分布在印度尼西亚、缅甸、马来西亚以及中国大陆的云南等地，生长于海拔500米至1,600米的地区，常生长在沟谷、河边或疏林中，目前尚未由人工引种栽培。
现接受名为西南风车子云南变种（Combretum griffithii var. yunnanense (Exell) Turland & C.Chen, 2007）。